# Campionati europei di ciclismo su pista - Velocità a squadre femminile

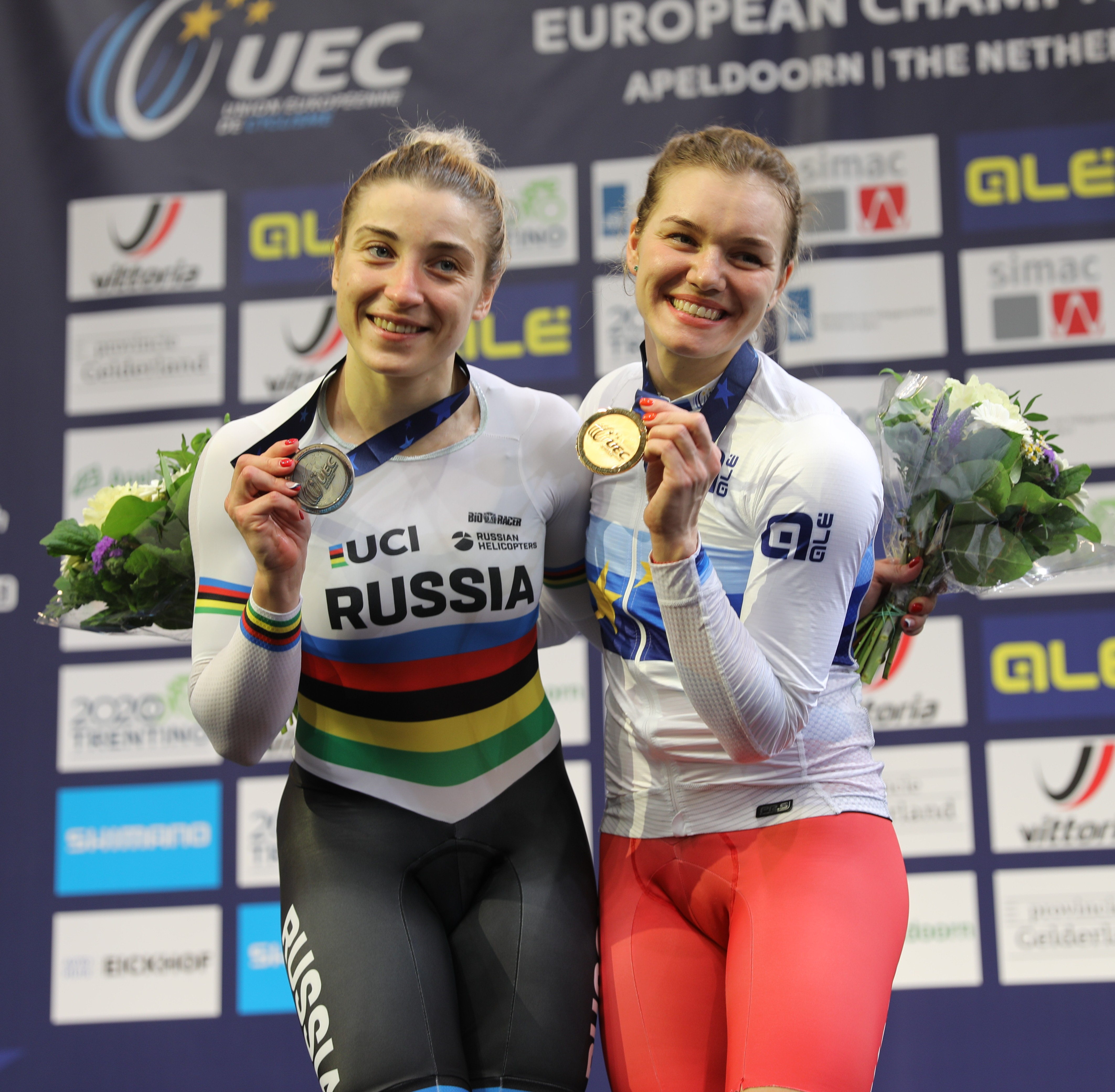
Le vincitrici dell'edizione 2019, le russe Dar'ja Šmelëva e Anastasija Vojnova

La velocità a squadre femminile è una delle prove inserite nel programma dei campionati europei di ciclismo su pista. Gara open, è parte del programma sin dalla prima edizione dei campionati, nel 2010.

## Albo d'oro
Aggiornato all'edizione 2025.
| Anno | Vincitrici                                                                            | Seconde                                                                               | Terze                                                                    |
| ---- | ------------------------------------------------------------------------------------- | ------------------------------------------------------------------------------------- | ------------------------------------------------------------------------ |
| 2010 | Francia Sandie Clair Clara Sanchez                                                    | Gran Bretagna Victoria Pendleton Jessica Varnish                                      | Germania Kristina Vogel Miriam Welte                                     |
| 2011 | Gran Bretagna Victoria Pendleton Jessica Varnish                                      | Ucraina Ljubov Šulika Olena C'os'                                                     | Germania Kristina Vogel Miriam Welte                                     |
| 2012 | Lituania Gintarė Gaivenytė Simona Krupeckaitė                                         | Russia Dar'ja Šmelëva Anastasija Vojnova                                              | Francia Olivia Montauban Sandie Clair                                    |
| 2013 | Russia Elena Brežniva Ol'ga Strel'cova                                                | Germania Kristina Vogel Miriam Welte                                                  | Gran Bretagna Jessica Varnish Rebecca James                              |
| 2014 | Russia Elena Brežniva Anastasija Vojnova                                              | Germania Miriam Welte Kristina Vogel                                                  | Paesi Bassi Elis Ligtlee Shanne Braspennincx                             |
| 2015 | Russia Anastasija Vojnova Dar'ja Šmelëva                                              | Germania Miriam Welte Kristina Vogel                                                  | Paesi Bassi Laurine van Riessen Elis Ligtlee                             |
| 2016 | Russia Anastasija Vojnova Dar'ja Šmelëva                                              | Spagna Tania Calvo Helena Casas                                                       | Lituania Simona Krupeckaitė Miglė Marozaitė                              |
| 2017 | Russia Anastasija Vojnova Dar'ja Šmelëva                                              | Germania Miriam Welte Kristina Vogel Pauline Grabosch                                 | Paesi Bassi Kyra Lamberink Shanne Braspennincx Hetty van de Wouw         |
| 2018 | Russia Anastasija Vojnova Dar'ja Šmelëva                                              | Ucraina Ljubov Basova Olena Starikova                                                 | Germania Miriam Welte Emma Hinze                                         |
| 2019 | Russia Anastasija Vojnova Dar'ja Šmelëva Ekaterina Rogovaja                           | Germania Lea Friedrich Emma Hinze                                                     | Paesi Bassi Kyra Lamberink Shanne Braspennincx Steffie van der Peet      |
| 2020 | Russia Anastasija Vojnova Dar'ja Šmelëva Natal'ja Antonova Ekaterina Rogovaja         | Gran Bretagna Millicent Tanner Blaine Ridge-Davis Lusia Steele Lauren Bate            | Ucraina Ljubov Basova Olena Starikova Oleksandra Lohvinjuk               |
| 2021 | Paesi Bassi Shanne Braspennincx Kyra Lamberink Hetty van de Wouw Steffie van der Peet | Germania Lea Friedrich Pauline Grabosch Alessa-Catriona Pröpster                      | Russia Natal'ja Antonova Dar'ja Šmelëva Jana Tyščenko Anastasija Vojnova |
| 2022 | Germania Lea Friedrich Pauline Grabosch Emma Hinze                                    | Paesi Bassi Shanne Braspennincx Kyra Lamberink Hetty van de Wouw Steffie van der Peet | Polonia Marlena Karwacka Urszula Łoś Nikola Sibiak                       |
| 2023 | Germania Lea Friedrich Pauline Grabosch Emma Hinze Alessa-Catriona Pröpster           | Gran Bretagna Lauren Bell Emma Finucane Katy Marchant Sophie Capewell                 | Paesi Bassi Kyra Lamberink Hetty van de Wouw Steffie van der Peet        |
| 2024 | Germania Lea Friedrich Pauline Grabosch Emma Hinze                                    | Gran Bretagna Lowri Thomas Emma Finucane Katy Marchant Sophie Capewell                | Paesi Bassi Kyra Lamberink Hetty van de Wouw Steffie van der Peet        |
| 2025 | Paesi Bassi Kimberly Kalee Hetty van de Wouw Steffie van der Peet                     | Gran Bretagna Lauren Bell Rhian Edmunds Rhianna Parris-Smith                          | Germania Lea Friedrich Pauline Grabosch Clara Schneider                  |

## Medagliere complessivo
| Pos.   | Paese         | Oro | Argento | Bronzo | Totale |
| ------ | ------------- | --- | ------- | ------ | ------ |
| 1      | Russia        | 8   | 1       | 1      | 10     |
| 2      | Germania      | 3   | 6       | 4      | 13     |
| 3      | Paesi Bassi   | 2   | 1       | 6      | 9      |
| 4      | Gran Bretagna | 1   | 5       | 1      | 7      |
| 5      | Francia       | 1   | 0       | 1      | 2      |
| 5      | Lituania      | 1   | 0       | 1      | 2      |
| 7      | Ucraina       | 0   | 2       | 1      | 3      |
| 8      | Spagna        | 0   | 1       | 0      | 1      |
| 9      | Polonia       | 0   | 0       | 1      | 1      |
| Totale | Totale        | 16  | 16      | 16     | 48     |

## Atlete più medagliate
| Pos. | Atleta               | Oro | Argento | Bronzo | Totale |
| ---- | -------------------- | --- | ------- | ------ | ------ |
| 1    | Anastasija Vojnova   | 7   | 1       | 1      | 9      |
| 2    | Dar'ja Šmelëva       | 6   | 1       | 0      | 7      |
| 3    | Lea Friedrich        | 3   | 2       | 1      | 6      |
| 3    | Pauline Grabosch     | 3   | 2       | 1      | 6      |
| 5    | Emma Hinze           | 3   | 1       | 1      | 5      |
| 6    | Steffie van der Peet | 2   | 1       | 3      | 6      |
| 6    | Hetty van de Wouw    | 2   | 1       | 3      | 5      |
| 8    | Elena Brežniva       | 2   | 0       | 0      | 2      |
| 8    | Ekaterina Rogovaja   | 2   | 0       | 0      | 2      |
| 10   | Kyra Lamberink       | 1   | 1       | 4      | 6      |